# Чагарниця пекторалова
Чагарни́ця пекторалова (Pterorhinus pectoralis) — вид горобцеподібних птахів родини Leiothrichidae. Мешкає в Гімалаях, Китаї і Південно-Східній Азії.

## Підвиди
Виділяють п'ять підвидів:
- P. p. pectoralis (Gould, 1836) — центральні і східні Гімалаї, Північно-Східна Індія, схід Бангладеш, західна і центральна М'янма, південний Юньнань;
- P. p. subfusus (Kinnear, 1924) — південно-східна М'янма, північний і західний Таїланд, північно-західний Лаос;
- P. p. robini (Delacour, 1927) — південний Юньнань на схід від Меконгу, північний В'єтнам і північно-східний Лаос;
- P. p. picticollis (Swinhoe, 1872) — східний Китай (від Аньхоя до Шеньсі, від Фуцзяня і Хунаня до Гуандуна);
- P. s. semitorquatus (Ogilvie-Grant, 1900) — острів Хайнань.

## Поширення і екологія
Пекторалові чагарниці мешкають в Індії, Непалі, Бутані, Бангладеш, М'янмі, Таїланді, Лаосі, В'єтнамі і Китаї. Були інтродуковані до США. Вони живуть в тропічних і субтропічних вологих рівнинних і гірських лісах, широколистяних і змішаних лісах, в чагарникових і бамбукуових заростях, на плантаціях. Зустрічаються на висоті до 1830 м над рівнем моря (подекуди на висоті до 2000 м над рівнем моря).

## Поведінка
Пекторалові чагарниці часто зустрічаються в зграях до 25 птахів. Вони приєднуються до змішаних зграй птахів, разом з чубатими і горжетковими чагарницями, зеленими цисами і великими дронго. Живляться комахами і плодами. Сезон розмноження триває з лютого по серпень. В кладці 3-7 яєць. Пекторалові чагарниці іноді стають жертвами гніздового паразитизму каштановокрилих зозуль.